# بيت جونز
بيت جونز (بالإنجليزية: Pete Johns)‏ هو لاعب كرة قاعدة أمريكي، ولد في 17 يناير 1888 في كليفلاند في الولايات المتحدة، وتوفي بنفس المكان في 9 أغسطس 1964.

## وصلات خارجية
- بيت جونز على موقعبيزبول رفرنس.كوم (الدوري الرئيسي) (الإنجليزية)
- بيت جونز على موقعبيزبول رفرنس.كوم (الدوري الثانوي) (الإنجليزية)